# پال گرینگارد
پال گرینگارد (به انگلیسی: Paul Greengard) (زاده ۱۱ دسامبر ۱۹۲۵ – درگذشته ۱۳ آوریل ۲۰۱۹) عصب‌پژوه اهل ایالات متحده آمریکا بود که بیشتر به‌خاطر کار روی عملکرد مولکولی و سلولی یاخته‌های عصبی شناخته‌شده است. در سال ۲۰۰۰، گرینگارد، آروید کارلسون و اریک کندل به‌خاطر کشفیات مربوط به تبدیل و انتقال سیگنال در دستگاه عصبی برنده جایزه نوبل فیزیولوژی و پزشکی شدند.